# Free Reformed Churches of North America

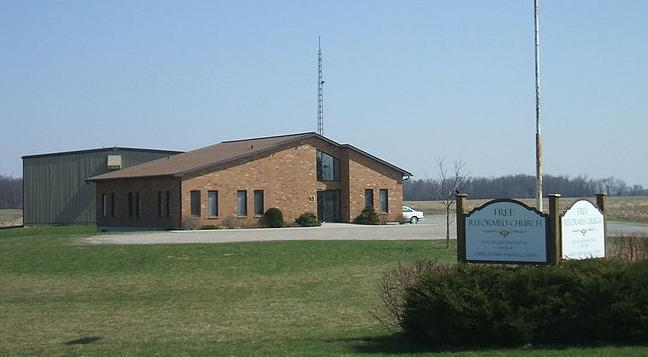
Kerkje van de FRC in Bornholm (Ontario)

De Free Reformed Churches of North America is een klein bevindelijk gereformeerd kerkgenootschap in de Verenigde Staten en Canada.
Het kerkverband heeft 4273 leden en is gesticht in de jaren 50 door Nederlandse emigranten. Men heeft dan ook de Drie Formulieren van Enigheid als grondslag.
Als Bijbelvertaling wordt sinds 1974 de King James Version gebruikt, al is hierover wel discussie. Vrouwen kunnen niet verkozen worden als ambtsdrager.

## Geschiedenis
Het kerkverband ontstond kort na de Tweede Wereldoorlog toen drie gemeenten samengingen die zich hadden afgescheiden van de Netherlands Reformed Congregations, de Amerikaanse tegenhanger van de Gereformeerde Gemeenten. Zij kozen als naam Old Christian Reformed Church. Tijdens de migratiegolf in Nederland in de jaren veertig en vijftig vertrokken ook veel leden van de Christelijke Gereformeerde Kerken naar de Verenigde Staten en Canada. Tot dan toe hadden zij zich meestal aangesloten bij de Christian Reformed Church, maar met name de meer behoudenden voelden zich niet meer thuis bij deze kerk. Zij sloten zich hierop aan bij de Old Christian Reformed Church. De instroom van de christelijk-gereformeerden veranderde het karakter van het kerkgenootschap dat tot dan toe gestempeld was door de Gereformeerde Gemeenten. In 1953 splitste het kerkverband zich in de Old Christian Reformed Church, waar de oude gemeenten toe behoorden, en de Free Christian Reformed Church, die bestond uit de nieuwe immigrantengemeenten. In 1961 kwamen beide groepen weer bij elkaar onder de naam Free and Old Christian Reformed Church. In 1974 werd de naam veranderd in The Free Reformed Church in North America.

## Taalgebruik
In de nieuwe gemeenten werd meestal in het Nederlands gepreekt, aangezien de immigranten en de vaak in Nederland opgeleide predikanten het Engels nog onvoldoende machtig waren. In de loop van de jaren zestig en zeventig werd echter het Engels de norm en het Nederlands uitzondering. In 1974 werd de King James Vertaling de enige toegestane Bijbelvertaling.

## Samenwerking
Het kerkverband werkt vaak samen met de nauw verwante Heritage Reformed Congregations en heeft samen met hen een eigen opleiding, Puritan Reformed Seminary. Met de Christelijke Gereformeerde Kerken onderhouden de Free Reformed Churches een officiële kerkelijke band. Na de vorming van de Hersteld Hervormde Kerk in 2004 heeft de FRC ook contact gezocht met dit kerkverband om een band te vormen. Er is de mogelijkheid tot kanselruil met de Heritage Reformed Congregations (HRC) en de Free Church of Scotland (Continuing) (FSC).
In tegenstelling tot wat de naam zou kunnen doen vermoeden is er geen verband tussen het ontstaan van de Free Reformed Churches en het ontstaan van de Gereformeerde Kerken vrijgemaakt in 1944.

## Gemeenten
| Gemeente                           | Provincie        | Predikant                                                       | Kerkdiensten (zondag) | Website                           |
| ---------------------------------- | ---------------- | --------------------------------------------------------------- | --------------------- | --------------------------------- |
| Abbotsford                         | British Columbia | Jack Schoeman                                                   | 10:00 en 17:00        | www.emmanuelfrc.org               |
| Bornholm                           | Ontario          | John Procee                                                     | 09:30 en 14:30        | –                                 |
| Brantford                          | Ontario          | David Van Brugge                                                | 09:30 en 16:30        | –                                 |
| Calgary                            | Alberta          | Hans Overduin                                                   | 09:30 en 16:00        | www.calgaryfrc.com                |
| Chatham                            | Ontario          | Tim Bergsma                                                     | 09:30 en 15:00        | www.livinghopefrc.com             |
| Chilliwack                         | British Columbia | John Koopman                                                    | 09:30 en 14:30        | www.chilliwackfrc.com             |
| Dundas                             | Ontario          | Lawrence J. Bilkes                                              | 09:00 en 14:30        | –                                 |
| Fenwick                            | Ontario          | Henk Bergsma                                                    | 09:45 en 15:00        | www.zionfrc.org                   |
| Grand Rapids                       | Michigan         | Ian Macleod (Main Pastor) en David P. Murray (Associate Pastor) | 09:30 en 18:00        | www.frcgrandrapids.org            |
| Hamilton                           | Ontario          | W.E. Klaver                                                     | 09:30 en 18:00        | www.hamiltonfrc.com               |
| Lacombe                            | Alberta          | Scott Dibbet                                                    | 09:00 en 15:00        | –                                 |
| Langley                            | British Columbia | Tom Aicken                                                      | 10:00 en 17:00        | www.freereformedchurchlangley.org |
| London                             | Ontario          | Vacant                                                          | 09:30 en 16:00        | –                                 |
| Mitchell                           | Ontario          | Vacant                                                          | 09:30 en 14:30        | –                                 |
| Monarch                            | Alberta          | Eric Moerdyk                                                    | 10:00 en 17:30        | bethelfrcna-monarch.blogspot.com  |
| Nipissing (Powassan, Church Plant) | Ontario          | Rob VanDoodewaard                                               | 11:00 en 14:30        | www.nipissingfrc.com              |
| Oxford Country                     | Ontario          | David Kranendonk                                                | 09:30 en 15:00        | www.oxfordfrc.com                 |
| Pompton Plains                     | New York         | Jerrold H. Lewis                                                | 09:30 en 17:00        | www.frcpp.org                     |
| St. George                         | Ontario          | Vacant                                                          | 09:30 en 15:30        | –                                 |
| St. Thomas                         | Ontario          | Vacant                                                          | 09:30 en 16:00        | www.stthomasfrc.com               |
| Vineland                           | Ontario          | Joel Overduin                                                   | 09:30 en 15:30        | www.vinelandfrc.org               |